# 周融
周融，BBS（1950年4月22日—），前香港電台Phone-in時事節目《千禧年代》主持，他同時經營公關公司，香港親共人士，創辦HKG報。

## 資歷
周融籍貫廣東開平，早年就讀嶺南小學、聖貞德小學、聖類斯學校和新法書院小學部，最後分別在1962年和1967年畢業於在北角仁伯英文學校（1959年已報考小五年級，1961年起入讀小六年級）及仁伯英文書院（北角繼園臺，1967年中五）。1991年創立HongKong Transit Publishing Company，出版首份在地鐵派發的周刊、俗稱「米報」的招聘廣告雜誌《Recruit》，其後更與招聘網站Panda合併成為「熊貓Recruit」，令出版社成功在香港創業板上市，期間周融為董事會主席。另外，曾經出版職場書籍數本，2006年獲授銅紫荊星章。
2007年，周融與黃毓民、林超榮、羅啟新和葉恩明合作《特首選舉之政治不正確笑口秀》。2012年6月25日起為亞視新聞節目《周融 繆美詩 新聞 個人Show》與繆美詩共同擔任主持。

## 香港廣播處長人選事件
2008年，政府在招聘香港電台廣播處長一職時歷經了兩次遴選，期間主動降低處長的學歷要求，容許沒有大學學位的人申請。此舉讓外間猜測是次「降格」招聘實為政府的「心水人物」度身訂造職位；其間，只有中七學歷的港台資深節目主持人周融盛傳為熱門候聘人。
2008年2月25日，周融召開記者會高調宣佈自己申請廣播處長的職位，並狠批劉慧卿、張文光、麥麗貞等認為「降低入職要求是侮辱港台」的理論，是「學歷歧視」的表現。他為了反對這些「歧視」，決定申請此職；並指出，自己對港台有深厚感情，希望站出來帶領港台改變；認為個人的資歷有足夠資格出任廣播處長一職。翌日，周融故意遲到於其主持的香港電台節目《千禧年代》，這是八年來的第一次，周融解釋，因他料到節目一開始會討論他申請廣播處長一事，所以先行避席；惟節目在第二小時才開始討論「周融應徵廣播處長」事宜。香港電台發言人表示，已向周融發出口頭警告；港台網上即時新聞中亦有報道周融遲到二十分鐘的消息。
2008年8月7日，政府決定由開創港台電視部的資深傳媒人黃華麒出任廣播處長，周融落選。周融表示，黃出任是最適合不過，自己「拍馬都追唔上」，笑言如果知道黃參加遴選的話，自己就不會申請。

## 疑被換走主持當作「陪葬」
主持《香港電台》節目《自由風自由Phone》、《千禧年代》多年的吳志森及周融，2011年11月突然被告知即將不再擔任有關電台節目主持。事件令各界議論紛紛，港台高層解釋是節目改革，撤換主持人的安排已醞釀經年。浸會大學新聞系助理教授杜耀明質疑，港台「節目改革」其實是「借刀殺人」，將吳志森這類嚴厲批評政府、有獨立觀點的節目主持換走，一向立場親政府的周融只是「陪葬」，有議員質疑港台突然撤換敢言主持是新聞自由倒退，事態嚴重且不尋常，將會跟進。
2011年12月12日，立法會討論港台節目調動安排，會上周融自言屢獲最佳主持人獎，被突然解僱前卻未收過任何警告，也令他聲譽受損，又指出節目總監梁家永曾讚賞他的節目，背後卻批評他中斷聽眾電話，暗示他不讓聽眾發言，沒有胸襟。會上周融揚言不會再替港台打工，又公開怒斥梁家永「沒有量度、人鬼同身、最好避之而遠之」。

## 反对「佔領中環」
2013年8月，周融出席電視台節目，與「佔領中環」發起人戴耀廷辯論，周融說：香港管治出現問題，源於這一代人憎恨中國共產黨，所以可能要等20年、30年、40年，等港人接受中共有進步、都不太差，問題就可以改變。對於落實2017年普選香港行政長官的產生方法，他稱中央擁有特首任命權，呼籲香港各方要妥協，他多次表示「無妥協，就無普選」。
2013年8月，周融與其他建制派學者、中大政治系前主任鄭赤琰、嶺大公共政策研究中心主任何濼生、創新科技協會創會會長李榮貴、資深工程界人士王國強、資深金融界人士馮家彬等人組成政治組織「幫港出聲」（Silent Majority），反對戴耀廷的「佔領中環」社会運動。
周融於《明報》撰文抨擊戴耀廷等人以印度聖雄甘地及美國民權領袖馬丁·路德·金等公民抗命的例子與「佔領中環」比較是「偷換概念」，指甘地沒有提出「佔領孟買」，馬丁路德金也沒有「佔領華盛頓」。文章其後被外界批評為歪曲歷史，周融則指《明報》編輯理應核實其文章內容。
撰文以外，周融亦於電視節目批評戴耀廷，解釋「佔領中環」是不希望社會為爭取普選而發生動亂，又指香港民情已到要求普選的地步。他表示「占中」倘若成功，他會移民。據周融出席電視台節目「占中」辯論中，自稱他早年已取得居英權。他之後不斷在《晴報》專攔批評「佔中」行動。

### 成立「幫港出聲」
2014年4月25日，與香港親共人士共同成立專為反佔中而成立的「幫港出聲」，發起人之一周融表示，計劃針對佔中推出「陽光射送中」行動，即設網上平台，呼籲市民影下參與佔中的人的樣貌，然後上載到該平台，公開予大眾。他否認此舉是為了「點相」或進行白色恐怖，反指這是讓「送中」者流芳百世，作為歷史證明。周融本業是公關顧問，曾主持港台時事節目《千禧年代》，他早前拋出政改方案，建議任何人只要獲30名提名委員會委員就可成為特首準候選人，最多可取80張提名票，繼而由千幾人組成的提委會，以全票制投三票篩剩三人，篩選後再予香港人一人一票普選，簡稱「3833」方案，力撐「呢個世界一定有篩選」。

### 「反佔中」簽名運動
由建制派人士成立的「保普選反佔中」大聯盟宣布，提前於7月19日在全港多區擺街站，收集市民簽名佔領中環。大聯盟發言人周融在記招上表示，早前初步宣布行動後，市民反應熱烈，決定提前行動，又指工作人員屆時會核實市民的身分證和簽名，以免簽名重複。另外，由於技術安排需時，網上簽名行動要到8月2日開始。周融表示，今次的簽名運動不限年齡，就算18歲以下人士，只要可以獨立簽名人士，都可以參加。另外，亦不只限「三粒星」的永久居民，而是包括所有在港居住人士。周融預期，親身簽名的人數會比網上簽名為多。
截至2014年8月17日，根據大聯盟聲稱的官方數字，自7月19日起，截至8月17日結束，為期一個月的時間內，合共收到1,504,839人簽名，其中街站簽名有1,182,129人，網上簽名有128,624人，團體簽名有196,987人。

### 「反佔中」大遊行
2014年8月17日反佔中大遊行，有傳媒指約十個團體涉派錢招攬參加者。大聯盟發言人周融僅承認一團體派錢，或會將有關約200人剔除。他又引述另一涉事團體稱，會向報道的有線電視採取法律行動；更指其他媒體的個案即使有名有姓，仍然證據不足，叫傳媒向大聯盟提供更詳盡資料。有線對大聯盟引述的說法表示遺憾，學者批評周融的要求無理。對於其他媒體有記者直擊、有相為證的派錢報道，周融稱全部看過，但全部都沒有足夠證據，呼籲記者或傳媒機構，向大聯盟提供更多資料，幾名曾任警隊偵緝人員的人士，已答應會協助調查工作。不過周融強調，有人付款吸引市民參加，他看不到有刑事責任，大聯盟只可將他們從參加者數字中剔除。有記者質疑為何舉證責任在傳媒，周融辯指大聯盟「唔係福爾摩斯」，即使有媒體清楚列出涉事團體名稱及經過，他仍堅稱資料不足。對於遊行有否水份和公信力，他聲言「公信力係來自19萬人身水身汗行出嚟，唔係你哋話冇就冇」。他繼續否認擔任發言人有收受酬勞，「我係義工！如果有人話我收過酬勞，我會告佢！」有線新聞台對於有指其報道「移花接木」的說法表示遺憾。有線強調，記者是根據親身經歷如實報道，敦促大聯盟徹查香港青年會或其屬下人員，有否透過提供金錢，吸引市民參與遊行。浸大新聞系助理教授杜耀明認為，各傳媒已清楚陳列事實，表面證供已成立，周融若認為不實，理應由他提出不足之處互相對證，而非單方面要求傳媒提供更多資料，「根本係苛索、推卸責任。傳媒呈現出嚟嘅已經係事實，你係咪即係屈《東方》講大話先」。

## 參與節目
- 2015年：網路挑機

## 著作
- 周融. . 香港: 皇冠出版社. 2006. ISBN 9624519854.
- 周融. . 香港: 皇冠出版社. 2004. ISBN 9624518475.
- 周融. . 香港: 皇冠出版社. 2003. ISBN 9629792958.
- 周融. . 香港: 文林社. 2003. ISBN 9629793032.
- 周融. . 香港: 文林社. 2003. ISBN 9629793121.

## 外部連結
- 周融官方網址 （页面存档备份，存于）
- 周融 - 皇冠書屋（页面存档备份，存于）